# Rolf Geisler
Rolf Geisler (* 27. April 1925 in Altona; † 25. Januar 2012 in Gundelfingen (Breisgau)) war ein deutscher Fischereibiologe, Limnologe und Aquarianer.

## Leben
Bereits als Schüler wurde Geisler Aquarianer und 1939 trat er dem Verein für Aquarien- und Terrarienfreunde e.V. zu Hamburg Roßmäßler bei. Hier bekam er die Gelegenheit, prominente Aquarianer und Ichthyologen kennenzulernen, die sein wissenschaftliches Interesse erkannten und förderten, darunter Werner Ladiges, Johann Paul Arnold, Arthur Rachow und Hermann Meinken. Das Buch „Der Fisch in der Landschaft“ von Werner Ladiges hatte großen Einfluss auf Geislers berufliche Karriere. Nach einem Studium der Zoologie, Botanik, Fischereiwissenschaft und Geographie an der Universität Hamburg zwischen 1945 und 1949 wurde er 1950 zum Doktor der Naturwissenschaften promoviert. Von 1950 bis 1954 war Geisler als wissenschaftlicher Assistent am Institut für Fischereiwissenschaft der Universität Hamburg tätig. Von 1954 bis 1971 leitete er die Außenstelle Freiburg (Breisgau) des Landesamtes für Gewässerkunde Baden-Württemberg. Von 1971 bis 1988 arbeitete er als Sachverständiger in Fischereifragen.
1968 wurde er Lehrbeauftragter für angewandte Limnologie an der Albert-Ludwigs-Universität Freiburg. 1977 wurde er zum Honorarprofessor an dieser Universität ernannt. Geisler unternahm Forschungsreisen im Auftrag des Max-Planck-Institutes für Limnologie, Abteilung Tropenökologie, der Gesellschaft für Technische Zusammenarbeit (GTZ) und des Institutes für wissenschaftliche Zusammenarbeit, die ihn nach Brasilien, Bolivien, Peru, Sudan, Saudi-Arabien, Sri Lanka, Indonesien, Taiwan, Thailand und Hongkong führten. Im Amazonasgebiet entdeckte er fast 30 neue Fischarten, die er, da er selbst kein Taxonom war, von Spezialisten beschreiben ließ. 1969 veröffentlichte er seine einzige eigene Erstbeschreibung zu Corydoras baderi, eine Art, die er seinem Freund Herbert Bader widmete. Im Februar 1967 sammelte Geisler im Sumpfgebiet von Bueng Boraphet in der thailändischen Provinz Nakhon Sawan die letzten bekannten Exemplare der möglicherweise ausgestorbenen Barbenart Balantiocheilos ambusticauda, die Ng Heok Hee und Maurice Kottelat 2007 als Typusexemplare für die wissenschaftliche Erstbeschreibung dienten.
1988 wurde Geisler pensioniert.

## Dedikationsnamen
Nach Geisler sind mehrere Fischarten benannt worden, darunter Schistura geisleri, Apistogramma geisleri, Iguanodectes geisleri, Microschemobrycon geisleri und Hemigrammus geisleri. Mit dem Epitheton der Art Axelrodia lindeae wurde Geislers Frau Sieglinde gewürdigt.

## Schriften (Auswahl)
- Werner Ladiges, Rolf Geisler: Tropische Fische – Mit einem Beitrag über ihre Zucht, 1954
- Rolf Geisler: Aquarium Fish Diseases, 1960
- Rolf Geisler: Aquarium Water Chemistry, 1963
- Rolf Geisler: Wasserkunde für die Aquaristische Praxis, 1964
- Kaspar Horst, Rolf Geisler, Rudolf Lörz, Horst E. Kipper: Ernährung der Aquarienfische In: Aquarium Heute, April 1987